# Programma di costruzione del 1677
Il programma di costruzione del 1677 era un progetto, approvato il 5 marzo 1677, che riguardava un gruppo di vascelli della Royal Navy. Questo programma autorizzò la costruzione di trenta nuove navi da guerra per la Royal Navy e fu un compromesso tra il programma di 40 navi proposto da Samuel Pepys nel 1675 e la controproposta parlamentare di venti navi nel 1676.
Questo programma comprendeva la costruzione di una nave da guerra di prima classe, nove navi di seconda classe e venti di terza classe.
I cantieri navali interessati furono: Portsmouth Dockyard, Deptford Dockyard, Harwich Dockyard, Chatham Dockyard e Woolwich Dockyard.

## Progetto

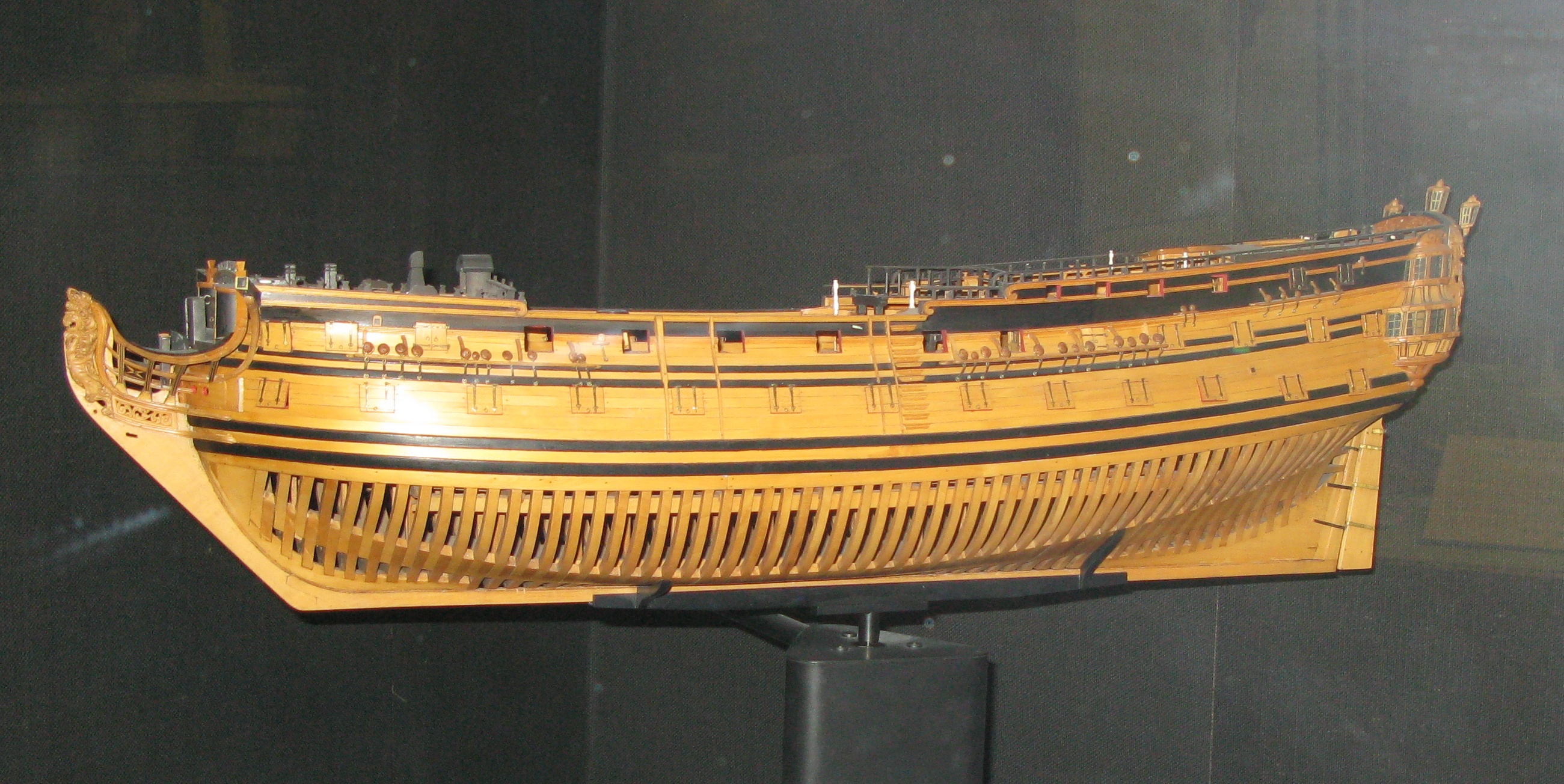
Modello d'epoca dello scafo della HMS Captain dopo la ricostruzione del 1708

Il progetto era quello di avviare la standardizzazione delle navi per includere le strutture degli alberi, il sartiame per stabilizzare gli alberi e i piani velici. Inclusi in questa standardizzazione c'erano gli ordigni trasportati e le dimensioni dell'equipaggio. Le dimensioni delle navi erano di una formula standardizzata, anche se i singoli costruttori navali erano ancora autorizzati a modificare i progetti delle singole navi. 
Le dimensioni standardizzate prevedevano un ponte di cannone di 150 piedi e 0 pollici (45,72 metri) con una chiglia (lunghezza per il calcolo del tonnellaggio) di 121 piedi e 0 pollici (36,88 metri) con una larghezza di 39 piedi e 8 pollici (12,09 metri) e una profondità di stiva di 17 piedi e 0 pollici (5,18 metri) per ottenere un tonnellaggio di misura del costruttore di 1.012 65⁄94 tonnellate.
Le navi dovevano avere ventisei bocche da fuoco sia sul ponte inferiore che su quello superiore, divise equamente a tredici per ponte per lato. Tre vascelli (Lenox, Hampton Court e Captain) dovevano essere inizialmente completati con solo dodici cannoni sul ponte superiore per lato. Il progetto iniziale prevedeva 70 cannoni in tempo di guerra e 62 cannoni in tempo di pace, costituiti da ventisei semi-cannoni sul ponte inferiore, ventisei cannoni da 12 libbre sul ponte superiore, dieci cannoni saker sul ponte di poppa e quattro saker sul foc'x'le con quattro cannoni da 3 libbre sul ponte di poppa o sulla casa rotonda.
Con il passare del tempo, l'armamento stabilito sulle navi cambiò. Nel 1685 l'armamento dei cannoni cambiò a ventidue semi-cannoni e quattro culverin sul ponte inferiore con i cannoni rimanenti invariati, nel 1703 i cannoni furono cambiati di nuovo. L'istituzione per un cannone di terza classe da 70/62 era ora di ventiquattro/ventidue cannoni da 24 libbre sul ponte inferiore, ventisei/ventiquattro cannoni da 9 libbre sul ponte superiore, dodici/dieci cannoni da 6 libbre sul ponte di poppa, quattro/due cannoni da 6 libbre sul foc'x'le e quattro cannoni da 4 libbre sul ponte di poppa o roundhouse. L'effettiva composizione degli armamenti dei cannoni variava e sarà specificata sui singoli articoli della nave.

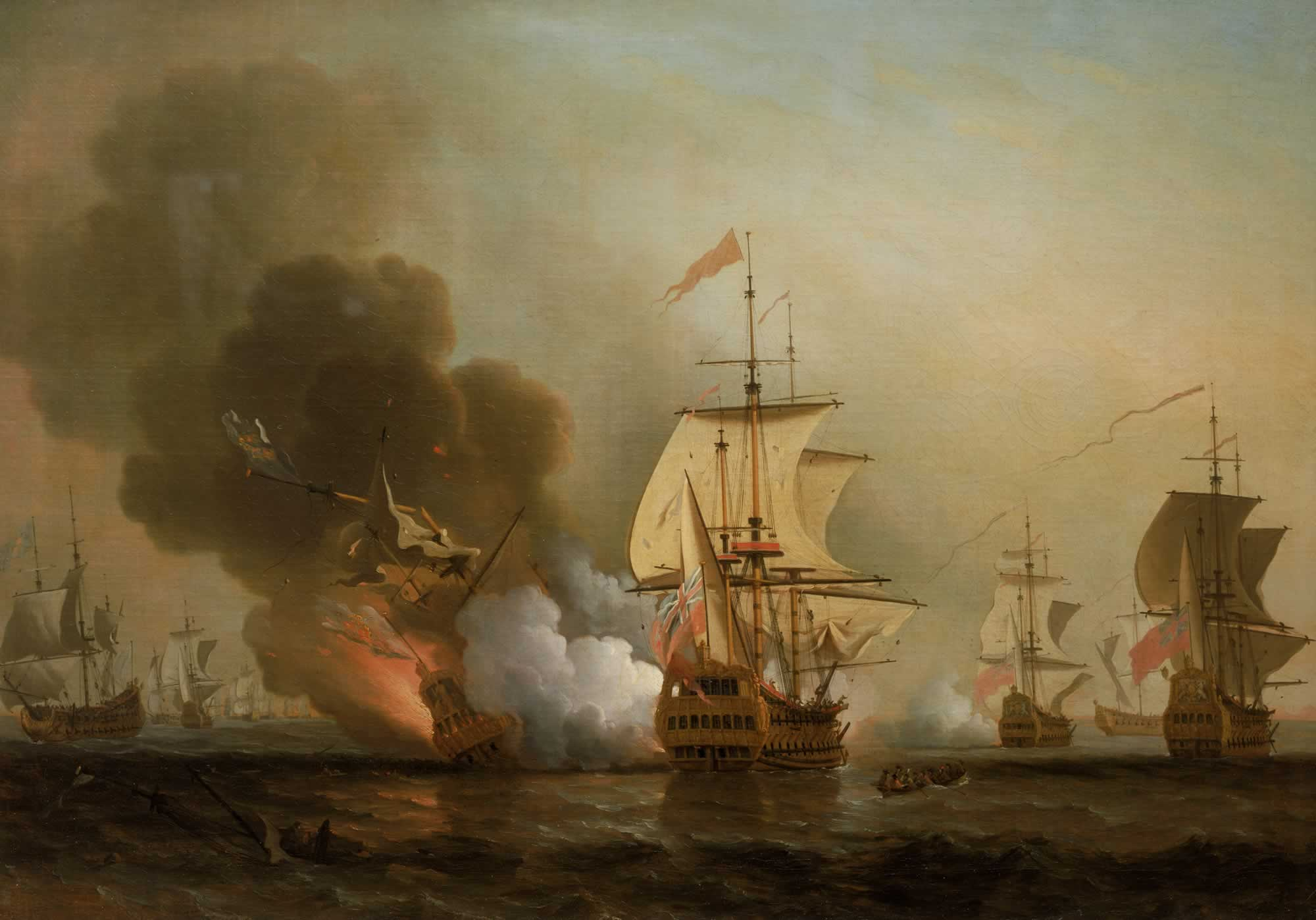
HMS Expedition (1679) in primo piano nell'Azione di Wager a Cartagena il 28 maggio 1708

L'organico stabilito per un equipaggio di terza classe per i marinai (personale per il funzionamento delle vele e del sartiame) sarebbe stato inizialmente di 160 persone, anche se in seguito fu ridotto a 150 persone. A ogni cannone sarebbe stato assegnato uno specifico equipaggio: ad esempio, sei uomini per un semi-cannone (o 32 libbre), i culverin (o 18 libbre) avrebbero avuto cinque uomini, un cannone da 12 libbre ne avrebbe avuti quattro, i saker avrebbero avuto tre uomini per cannone e i cannoni da 5 libbre avrebbero avuto due uomini per cannone. L'istituzione di una terza classe era per un equipaggio di 460/380/300 persone in base all'armamento trasportato e se si trattava di condizioni di guerra o di pace e del numero di cannoni trasportati.
Nell'ambito di questo programma sarebbero stati istituiti molti nuovi nomi. Quattro navi avrebbero preso il nome dai figli illegittimi del re, Carlo II, come la Lenox avrebbe preso il nome da Charles Lennox, creato Duca di Lennox nel 1675. La HMS Burford avrebbe preso il nome da Charles Beauclerk, creato Duca di Burford nel 1676. La HMS Grafton prende il nome da Henry Fitzroy, creato Duca di Grafton nel 1675. La HMS Northumberland prende il nome da George Fitzroy, creato Duca di Northumberland nel 1678.

## I velieri di terza classe previsti nel Programma del 1677
Il primo lotto di velieri fu ordinato nel 1677.
| Primo lotto | Primo lotto               | Primo lotto             | Primo lotto             | Primo lotto       | Primo lotto                                                                               |
| Nominativo  | Nominativo                | Cantiere                | Cantiere                | Modifiche         | Modifiche                                                                                 |
| Nominativo  | Nominativo                | Cantiere                | Cantiere                | Varo              | Note                                                                                      |
| ----------- | ------------------------- | ----------------------- | ----------------------- | ----------------- | ----------------------------------------------------------------------------------------- |
|             | HMS Lenox (1678)          | Deptford Dockyard       | Deptford Dockyard       | 18 aprile 1678    | Ricostruita nel 1701 e nel 1721–26                                                        |
|             | HMS Hampton Court (1678)  | Deptford Dockyard       | Deptford Dockyard       | 10 luglio 1678    | Ricostruita nel 1701                                                                      |
|             | HMS Anne (1678)           | Chatham Dockyard        | Chatham Dockyard        | novembre 1678     |                                                                                           |
|             | HMS Restoration (1678)    | Harwich Dockyard        | Harwich Dockyard        | 28 maggio 1678    | Ricostruita a Portsmouth nel 1702                                                         |
|             | HMS Berwick (1679)        | Chatham Dockyard        | Chatham Dockyard        | maggio 1679       | Ricostruia nel 1700                                                                       |
|             | HMS Burford (1679)        | Woolwich Dockyard       | Woolwich Dockyard       | novembre 1679     | Ricostruita nel 1699                                                                      |
|             | HMS Eagle (1679)          | Portsmouth Dockyard     | Portsmouth Dockyard     | 31 gennaio 1679   | Ricostruito a Chatham nel 1699                                                            |
|             | HMS Expedition (1679)     | Portsmouth Dockyard     | Portsmouth Dockyard     | 10 settembre 1679 | Ricostruito a Chatham nel 1699 e a Portsmouth 1709–14                                     |
|             | HMS Grafton (1679)        | Woolwich Dockyard       | Woolwich Dockyard       | 17 maggio 1679    | Ricostruito a Rotherhithe nel 1697                                                        |
|             | HMS Pendennis (1679)      | Chatham Dockyard        | Chatham Dockyard        | 1679              |                                                                                           |
|             | HMS Northumberland (1679) | Francis Bayley, Bristol | Francis Bayley, Bristol | giugno 1679       | Ricostruito a Chatham 1699–1702                                                           |
|             | HMS Captain (1678)        | Woolwich Dockyard       | Woolwich Dockyard       | 1678              | Ricostruito a Portsmouth Dockyard 1706/08 e una seconda volta Portsmouth Dockyard 1720/22 |

Il secondo lotto di velieri fu ordinato nel 1678
| Secondo lotto | Secondo lotto              | Secondo lotto                | Secondo lotto                | Secondo lotto     | Secondo lotto                                                                      |
| Nominativo    | Nominativo                 | Cantiere                     | Cantiere                     | Modifiche         | Modifiche                                                                          |
| Nominativo    | Nominativo                 | Cantiere                     | Cantiere                     | Varo              | Note                                                                               |
| ------------- | -------------------------- | ---------------------------- | ---------------------------- | ----------------- | ---------------------------------------------------------------------------------- |
|               | HMS Essex (1679)           | Sir Henry Johnson, Blackwall | Sir Henry Johnson, Blackwall | 1679              | Ricostruita a Rotherhithenel 1699-1700 e nel 1736–40 e a Woolwich Dockyard 1736–40 |
|               | HMS Kent (1679)            | Sir Henry Johnson, Blackwall | Sir Henry Johnson, Blackwall | 1679              | Ricostruita a Rotherhithenel 1697-99 e nel 1736–40 e a Woolwich Dockyard 1722      |
|               | HMS Exeter (1680)          | Sir Henry Johnson, Blackwall | Sir Henry Johnson, Blackwall | marzo 1680        |                                                                                    |
|               | HMS Suffolk (1680)         | Sir Henry Johnson, Blackwall | Sir Henry Johnson, Blackwall | maggio 1680       | Ricostruita a Blackwall 1702, Chatham 1716/18 e Woolwich 1736–39                   |
|               | HMS Hope (1678)            | Deptford Dockyard            | Deptford Dockyard            | 1678              |                                                                                    |
|               | HMS Elizabeth (1679)       | Deptford Dockyard            | Deptford Dockyard            | 3 marzo 1679      | Ricostruita a Portsmouth 1699–1704                                                 |
|               | HMS Stirling Castle (1679) | Deptford Dockyard            | Deptford Dockyard            | 29 luglio 1679    | Ricostruito a Chatham nel 1699                                                     |
|               | HMS Bredah (1679)          | Harwich Dockyard             | Harwich Dockyard             | 26 settembre 1679 | Ricostruito a Chatham 1699–1702                                                    |